# Rolf Steffenburg
Rolf Steffenburg (Gävle, 14 marzo 1886 – Stoccolma, 18 marzo 1982) è stato un velista svedese.

## Palmarès

### Olimpiadi
- 1 medaglia:
  - 1 oro (Anversa 1920 nello Skerry Cruiser 30 m²)